# Nișcov
Nișcov – wieś w Rumunii, w okręgu Buzău, w gminie Vernești. W 2011 roku liczyła 898 mieszkańców.